# Lac de Tibériade
Cette page contient des caractères spéciaux ou non latins. S’ils s’affichent mal (▯, ?, etc.), consultez la page d’aide Unicode.
Pour les articles homonymes, voir Kinneret.
Le lac de Tibériade, mer de Galilée, lac de Kinneret ou encore lac de Génézareth est un lac d'eau douce d'une superficie de 160 km2 situé dans le nord-est d'Israël entre le plateau du Golan et la Galilée. 
Situé à plus de 200 m au-dessous du niveau de la mer, il est traversé par le fleuve Jourdain. Riche en poissons, il est réputé pour ses tempêtes violentes à cause des différences de température avec les hauteurs environnantes.

## Étymologie
Ce lac est appelé « le lac de Tibériade » dans la Mishna, le Talmud et la Tosefta à cause de sa proximité avec la ville de Tibériade. Sa désignation comme « lac de Guinossar » se rencontre aussi, du nom de la vallée qui est proche. Ce nom a été transmis dans les langues européennes sous la forme Génésareth.
La langue arabe et le français utilisent le nom de : « lac de Tibériade » (en arabe : بحيرة طبريا (buhayrat tabariya)). Les versions grecque et latine des Évangiles, utilisent le nom de : « mer de Galilée ». C’est également le cas en anglais.
En hébreu, son nom est « mer de Kinneret » (ים כנרת). Il apparaît dans le livre des Nombres (parasha Massei 34,11) :
«...puis elle [la frontière] suivra le bord oriental de la mer de Kinneret »
et dans le livre de Josué (13,27), en parlant du territoire de Gad
«…avec le Jourdain pour limite, jusqu’à l’extrémité de la mer de Kinneret, au bord oriental du Jourdain. »
Une explication du nom Kinneret provient d’une allusion à sa forme, kinnor (כנור) signifiant « lyre », d’où kinneret « en forme de lyre ». Selon le Talmud, le nom du lac lui vient du fait que « ses fruits sont doux comme le son de la lyre » (Talmud de Babylone, Meguila 6a).

## Histoire
Sur la rive ouest du lac est construite la ville éponyme de Tibériade. Capitale de la Galilée, elle fut fondée par Hérode Antipas en l'honneur de l'empereur romain Tibère. C'est aujourd'hui une station balnéaire de 31 000 habitants, réputée pour ses sources chaudes et pour son climat sec.
Il existe de nombreux sites archéologiques et historiques autour du lac de Tibériade, notamment Hattin, site de la bataille de Hattin (1187) lors de laquelle Saladin battit 1 200 chevaliers croisés. Sous les eaux du lac, au sud-ouest, se trouve une énorme structure conique de blocs de basalte non taillés, découverte par des archéologues en 2013. Encore énigmatique, elle pèserait environ 60 000 tonnes. La Bible mentionne de telles œuvres humaines sous le terme araméen Yegar-Sahadouthâ (« monceau-témoignage ») ; une autre hypothèse voudrait qu'il s'agisse d'une nurserie à poissons.
Durant l'hiver 1986, a été découverte dans le lac, près de ce qui est généralement considéré comme l'ancienne Magdala /Tarichée, un exemplaire unique de barque romaine (longueur 8,3 m, largeur 2,6 m, profondeur 1,2 m) pour la pêche et le transport de marchandises. Le carbone 14 situe la construction de cette barque au Ier siècle de notre ère, ce qui lui vaut parfois le surnom de « barque de Pierre » ou « barque de Jésus ».
La délimitation des frontières de la Palestine mandataire en 1922-1923 en vertu de l'accord Paulet–Newcombe octroya à cette dernière la juridiction sur l'ensemble des eaux du lac. Seule la rive nord-est fut cédée à la Syrie. Lors du plan de partage de la Palestine en 1947, les territoires mandataires se trouvant dans ce secteur furent intégralement placés sous l'autorité d'Israël. Depuis l'occupation du plateau du Golan en 1967, la rive orientale est entièrement sous contrôle israélien, annexé de manière unilatérale par l'État hébreu en 1981. Cette annexion n'étant pas reconnue par la communauté internationale, cette dernière en demande la restitution à la Syrie qui en fait un sujet au cœur d'un éventuel processus de paix entre les deux pays. Tandis qu'Israël se réclame des frontières de 1923, la Syrie voudrait un retour aux positions du 4 juin 1967, incluant donc une partie de la rive orientale du lac dans son territoire.

## Hydrographie

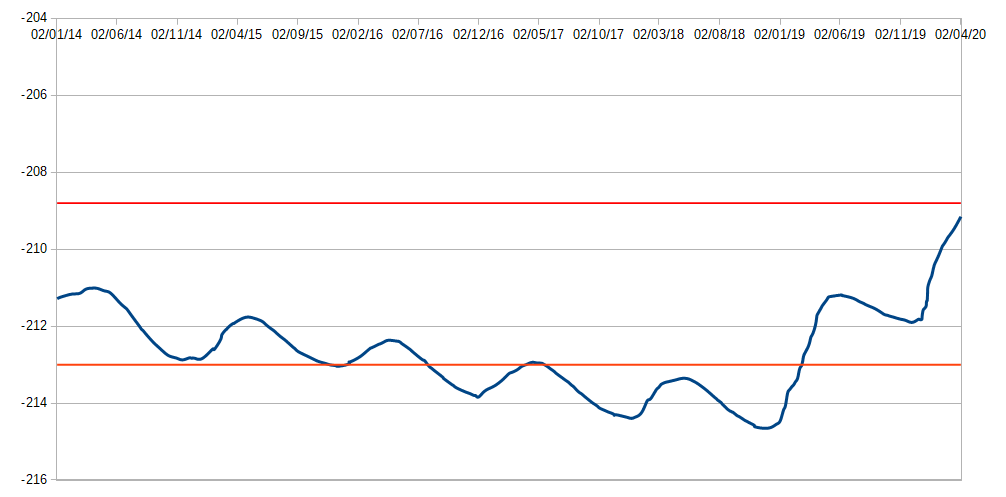
Évolution récente du niveau du lac de Tibériade, avec une remontée particulière en 2019-2020.

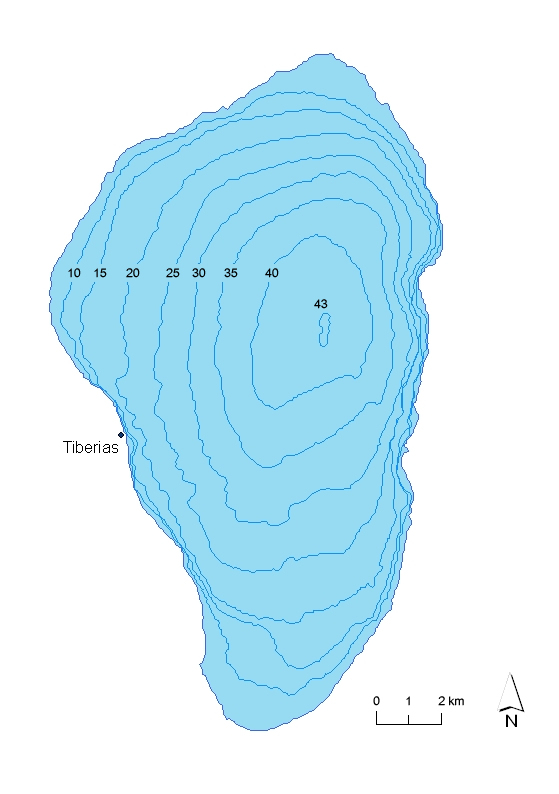
Carte bathymétrique du lac.

Le lac reçoit de l'eau principalement du fleuve Jourdain qui s'y déverse au nord et en ressort au sud.
Il constitue aujourd'hui une ressource hydraulique importante pour Israël. Des travaux de canalisations ont permis l'approvisionnement des villes en eau douce et l'irrigation à des fins agricoles, essentiellement dans le désert du Néguev. Le développement du dessalement de l'eau de mer en Israël qui diminue les pompages dans les eaux du lac de Tibériade n'empêche pas le lac d'atteindre un de ses niveaux les plus bas à l'automne 2017 en raison de la sécheresse du précédent hiver. La situation s'aggrave à l'automne 2018. Afin de lutter contre la baisse de niveau du lac, le gouvernement israélien approuve le 10 juin 2018 un plan pour l'alimenter en eau dessalée. Il prévoit que d'ici 2022, 100 millions de mètres cubes d'eau y soient déversés annuellement. Le projet prévoit la construction de deux usines de dessalement, une en Galilée occidentale, l'autre à Nahal Sorek, pour une capacité totale de 300 millions de mètres cubes par an.
À la suite de pluies abondantes en 2019 et 2020, le niveau remonte et atteint les 209,275 mètres sous le niveau de la mer le 22 mars 2020, un niveau qui n'avait jamais été atteint depuis juillet 2004,. À la fin de l'été 2022, le niveau du lac reste relativement haut, ne se situant qu’à un mètre en dessous de sa pleine capacité, selon les mesures prises par les experts le 13 septembre 2022.
Le 27 décembre 2022 est inaugurée la première tranche d'un système de pompage et de traitement de l'eau permettant l'alimentation en eau de mer dessalée du lac de Tibériade qui devrait permettre d'éviter de trop fortes baisses du niveau du lac.

## Caractéristiques

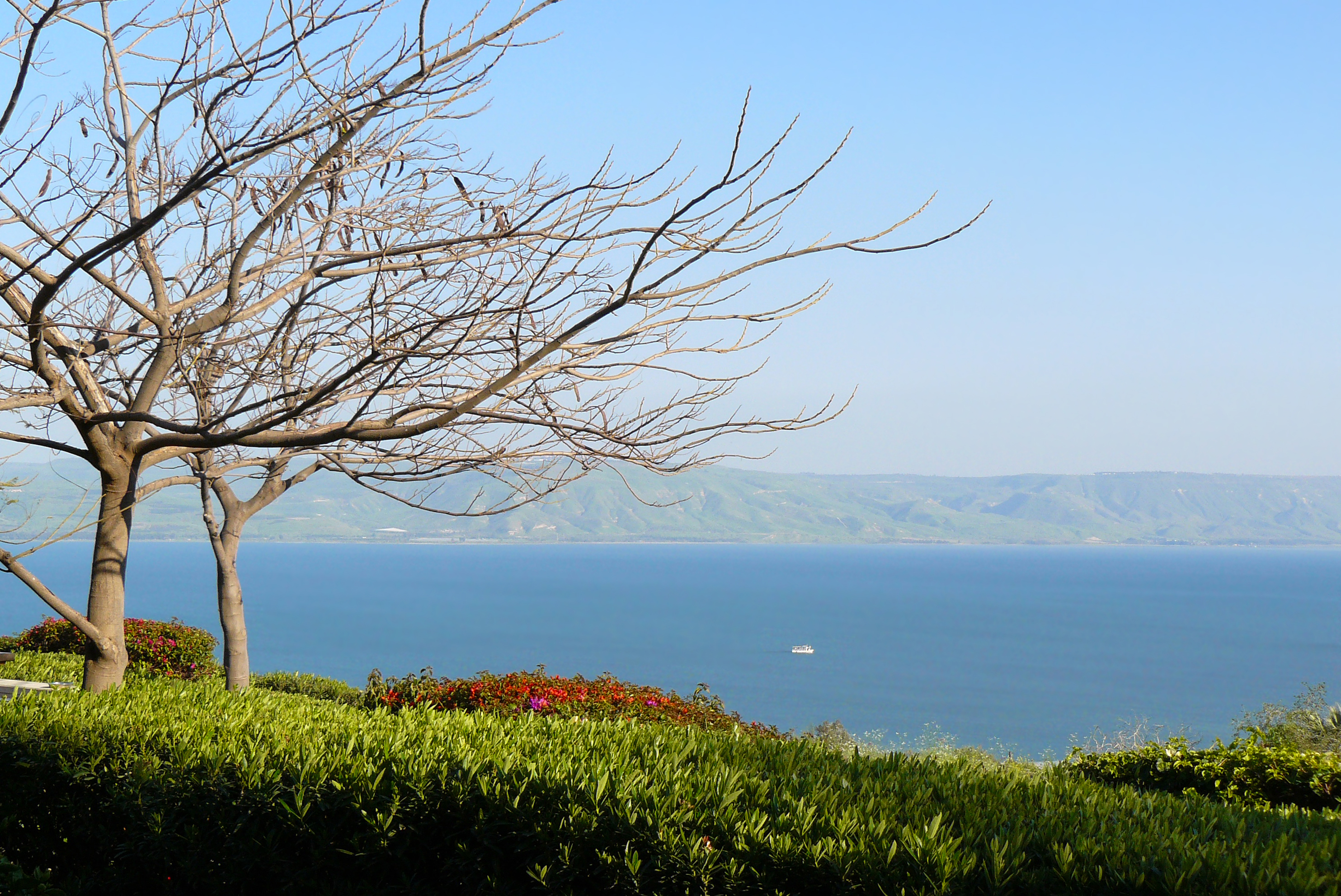
Vue du lac de Tibériade depuis le mont des Béatitudes.

- Superficie : 166 km2 (soit 23 449,3 terrains de foot)
- Longueur : 21 km
- Largeur : 13 km
- Périmètre : 53 km
- Profondeur moyenne : 25,6 m
- Temps de renouvellement : 5 ans
- Débit annuel : 700 000 000 m3 en entrée et 500 000 000 m3 en sortie.

## Importance culturelle et religieuse

### Christianisme
Le lac de Tibériade a une grande importance pour les chrétiens. Au bord de ses rives, dont les collines boisées et les petites plaines fertiles abritaient de nombreux villages de pêcheurs et d'agriculteurs, ont lieu de nombreux épisodes de la vie de Jésus, rapportés dans les Évangiles : ainsi, la première rencontre de Jésus avec ses disciples et futurs apôtres Simon (Pierre), André, Jacques et Jean (Mc, 15, 16 et Mc, 15, 19), la tempête apaisée (Lc 8, 12, 25), la pêche miraculeuse (Lc 5, 4-6), la marche sur les eaux (Mt 14, 22-33), ou la dernière apparition de Jésus aux disciples alors qu'il était ressuscité (Jn 21, verset 1). 
Le lac est un lieu de pèlerinage chrétien :
- Bethsaïde, ancienne cité, sur la rive nord du lac, près de Capharnaüm ;
- Capharnaüm, ancienne cité, sur la rive nord du lac, de l'hébreu kfar (village) et Nahum (compassion, consolation). Ville où est venu prêcher Jésus et où il guérit l'esclave du centurion. Vestiges d'une église octogonale et d'une synagogue monumentale du IIIe siècle ou IVe siècle[14]. Maison de saint Pierre ;
- Chorazeïn ;
- Dôme du Mont Thabor, lieu de la Transfiguration du Christ ;
- Mont des Béatitudes, colline au nord de Tabgha, site du sermon sur la Montagne où Jésus proclama : « Heureux les artisans de paix car ils seront appelés fils de Dieu ». Église des Béatitudes ;
- Tabgha, sur la rive ouest, le lieu du miracle de la multiplication des pains et des poissons par le Christ. Église de la Multiplication, église de la Primauté ;
- Koursi, le lieu du miracle de la guérison par le Christ d'un ou deux hommes possédés par des démons ;
- Yardenit, à l'extrême sud du lac, là où les eaux reconstituent le Jourdain. Aujourd'hui, des pèlerins s'y rendent pour se faire baptiser en pensant qu'il s'agit d'un des deux endroits où Jean le Baptiste baptisait. Ce qui n'est pas l'avis des historiens[15].

### Judaïsme
Le lac est un lieu de pèlerinage pour les Juifs. Les pèlerins juifs viennent y prier :
- au Mausolée de Rabbi Akiva, sur une colline surplombant le lac à Tibériade;
- au tombeau de son disciple, Rabbi Meïr Baal Hanes, à l'entrée de la ville près des sources chaudes de Tibériade dont subsistent les restes de la synagogue de Hammath ;
- à l'ancien cimetière de Tibériade qui contient les tombes de nombreux rabbins ;
- au tombeau de Moïse Maïmonide, philosophe, médecin, savant du XIIe siècle auteur d'un code de loi, le Mishné Torah.

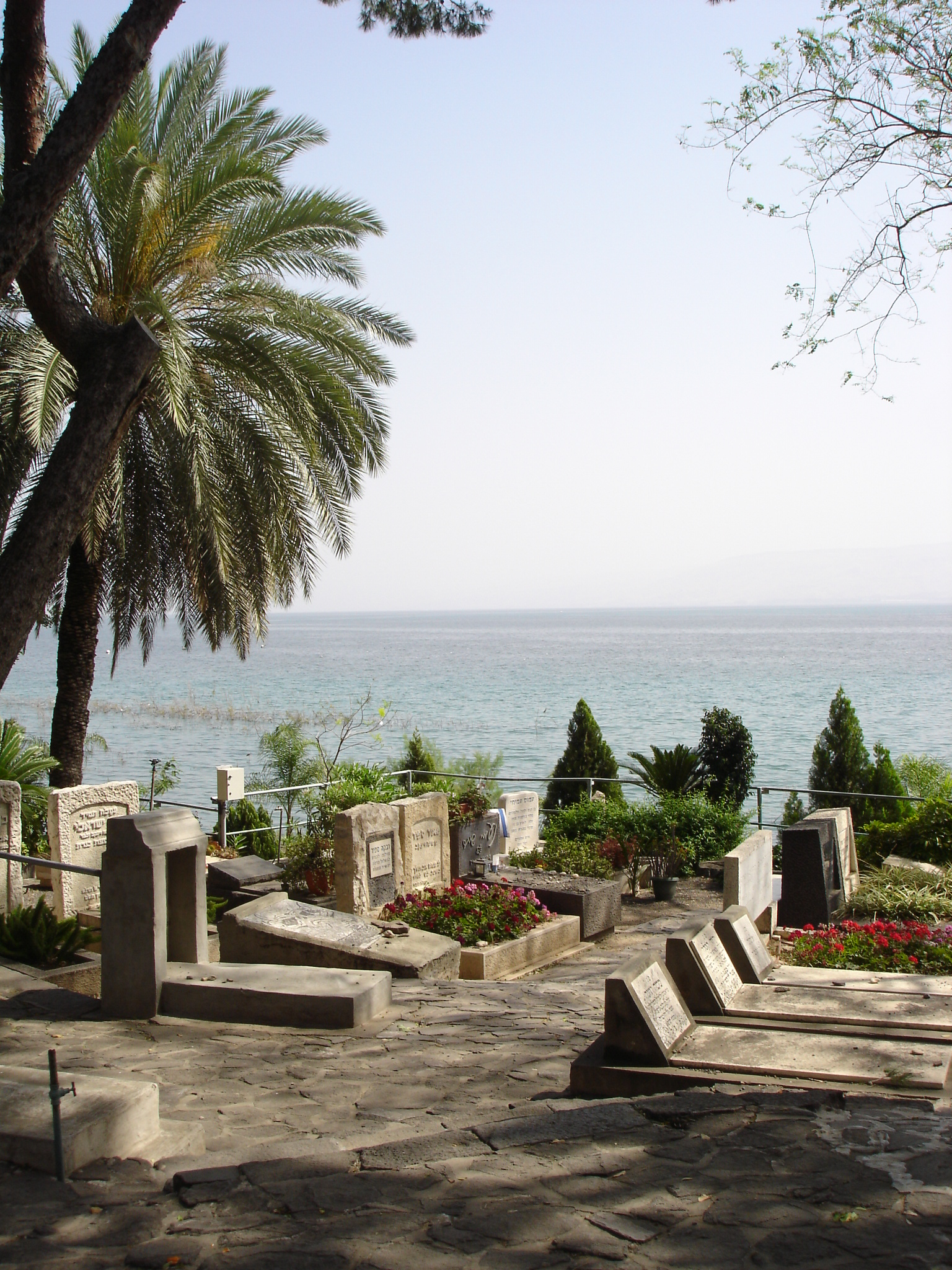
Le cimetière du kibboutz Kinneret et la tombe de Naomi Shemer (l'avant-dernière).

Le lac donne son nom au kibboutz Kvoutzat Kinneret situé à proximité. Dans le cimetière de Kinneret, qui surplombe le lac, sont enterrés plusieurs idéologues socialistes et pionniers sionistes de la seconde et de la troisième aliyah. Dans ce cimetière sont enterrées les artistes Rachel Bluwstein, connue sous le nom de Rachel hameshoreret (la poétesse Rachel), et Naomi Shemer, autrice-compositrice israélienne. Beaucoup de chanteurs israéliens ont consacré des chansons au lac de Tibériade.

### Islam
Selon un hadîth, son assèchement est l'un des signes mineurs de la fin des temps, qui signe l'émergence du faux-messie, le dajjal. Surtout cet événement indique l’arrivée de Gog et Magog, responsables de l’assèchement de ce lac.

## Représentations graphiques
- Fresque Le Christ sur la mer de Galilée (1305) par Giovanni Lanfranco à la basilique Saint-Pierre de Rome.
- Mosaïque La Navicella de Giotto à l'atrium de l'ancienne basilique Saint-Pierre de Rome.
- Tableau Marché aux poissons (1570) de Joachim Bueckelaer, au musée de Capodimonte de Naples, où le lac est représenté dans une nature morte inversée.
- Tableau Le Christ dans la tempête sur la mer de Galilée (1633) de Rembrandt (volé le 18 mars 1990 au musée Isabella-Stewart-Gardner[17])
- Tableau Christ sur le lac de Genesareth par Eugène Delacroix au Walters Art Museum de Baltimore.
- Tableau Prédication du Christ sur le lac de Génésareth (1863) par Alfred Bellet du Poisat au Musée de Brou à Bourg-en-Bresse.
- Tableau Au lac de Tibériade (1888) par Vassili Polenov à la Galerie nationale Tretiakov de Moscou.